# Australomimetus mendicus
Australomimetus mendicus là một loài nhện trong họ Mimetidae.
Loài này thuộc chi Australomimetus. Australomimetus mendicus được Octavius Pickard-Cambridge miêu tả năm 1879.